# Kérou
Kérou es una comuna beninesa perteneciente al departamento de Atakora.
En 2013 tiene 100 197 habitantes, de los cuales 54 276 viven en el arrondissement de Kérou.
Se ubica en el noreste del departamento y su territorio es limítrofe con Alibori.

## Subdivisiones
Comprende los siguientes arrondissements:
- Brignamaro
- Firou
- Kérou
- Koabagou